# エイドリアン・ニューウェイ
- アドリアン

- ニューエイ
- ニューウィー
- ニューイ

エイドリアン・ニューウェイ（Adrian Newey, OBE, 1958年12月26日 - ）は、イングランド出身の自動車技術者。
F1やインディカー（CART）においてカーデザイナー、エアロダイナミシスト（空気力学の専門家）、レースエンジニアおよびテクニカルディレクターとして活躍。空力開発の要職を歴任し、コンストラクターズタイトルや各ドライバーズタイトルなど数多くのタイトル獲得に貢献した。美しいデザインと高い空力性能を兼ね備えたシャシーを開発し、「空力の鬼才」の異名を持つ。
2025年以降はF1コンストラクター「アストンマーティンF1」に籍を置いている。2012年には大英帝国勲章のオフィサー（OBE）を叙勲した。

## 経歴

### 生い立ち
ニューウェイはイングランド中部のストラトフォード・アポン・エイヴォンで生まれた。獣医師だった父親はロータス・エランのキットカーを製作するほど車好きで、ディティールを突き詰めようとする気質はその父親譲りだという。幼い頃から「オートスポーツ (Autosport) 」誌を愛読し、12歳の頃にはレーシングカーの設計者になりたいと思っていた。14歳の頃に中古のカートを入手し、自らエンジンをリビルドし、フレームを溶接していた。学業面は劣等生で、名門寄宿校レプトン・スクール (Repton School) に入校するも、問題行動のため放校処分となる（人気番組『トップ・ギア』の司会者ジェレミー・クラークソンもレプトン校の生徒で、同じく放校処分になった）。
1977年、サウサンプトン大学へ進学して航空宇宙工学を専攻した。F1チームも使う風洞施設があり、将来レース界で働くためで、機械工学は選ばなかった。グラウンド・エフェクト・カーの登場でレーシングカーの空力研究が飛躍した時代であり、ニューウェイは「グラウンド・エフェクト空気力学のスポーツカーへの適用」という学士論文を書き、一級優等学位 (First Class honours degree) を取得する。

### アメリカでの成功

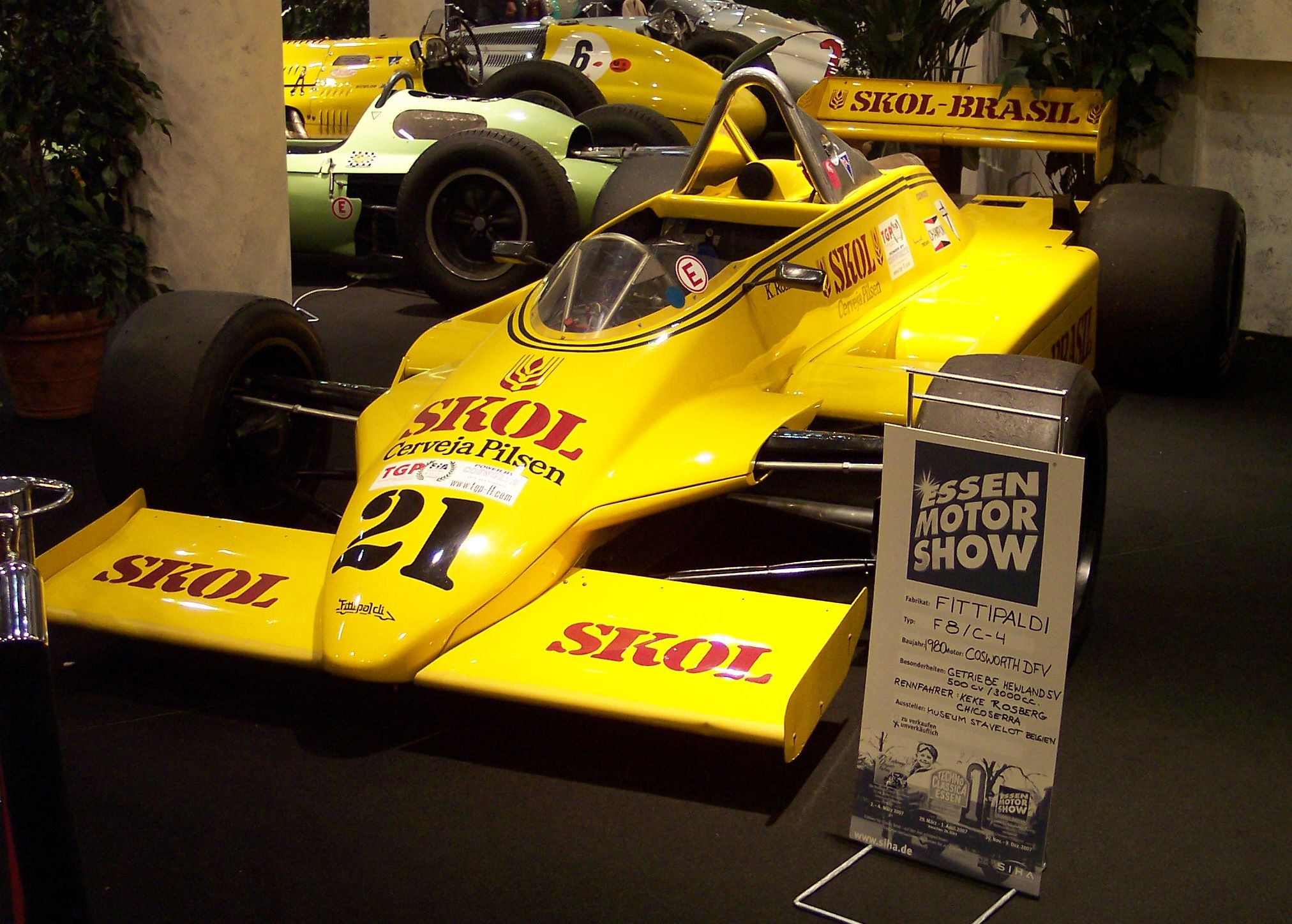
フィッティパルディ・F8

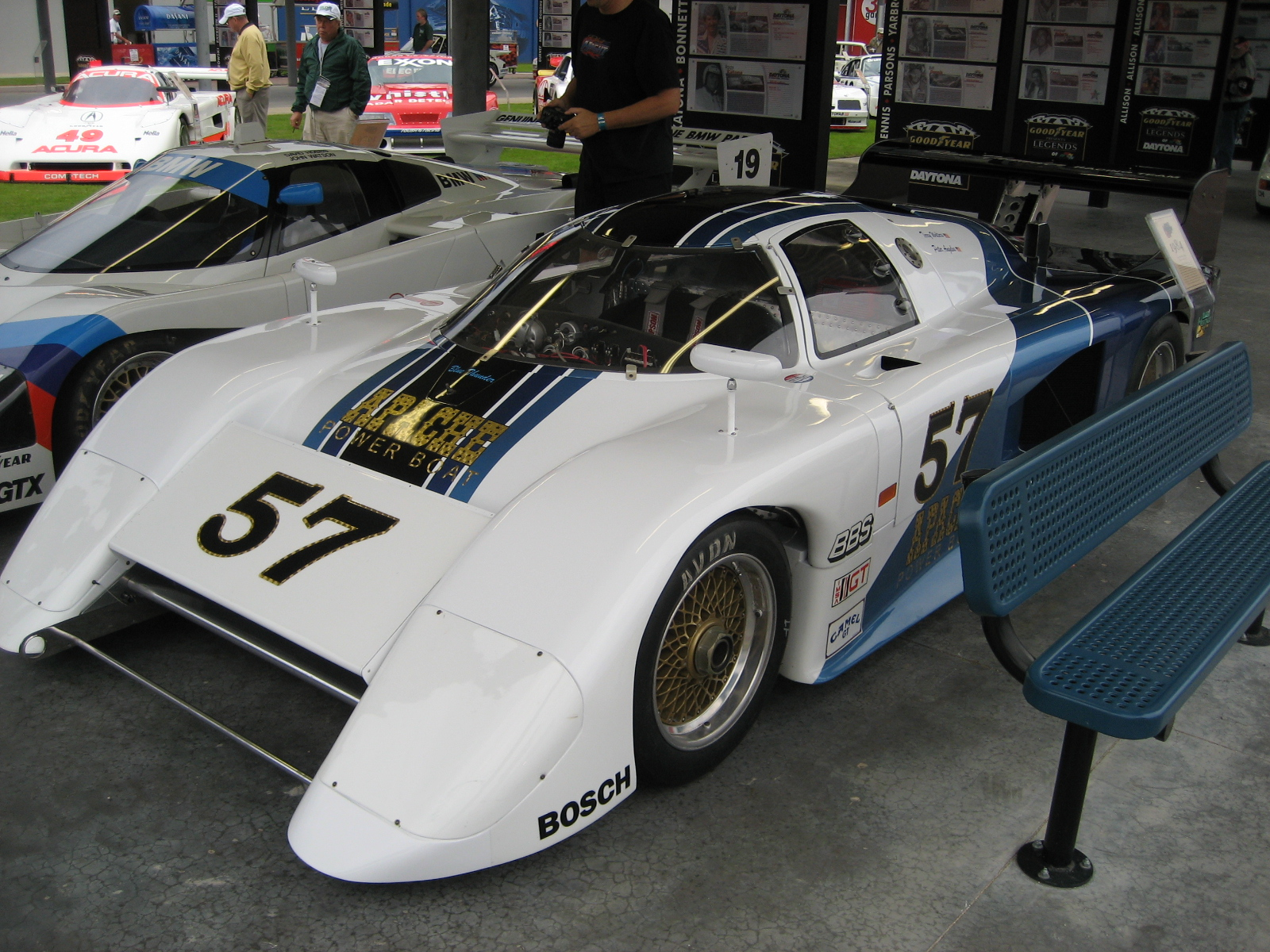
マーチ・83G

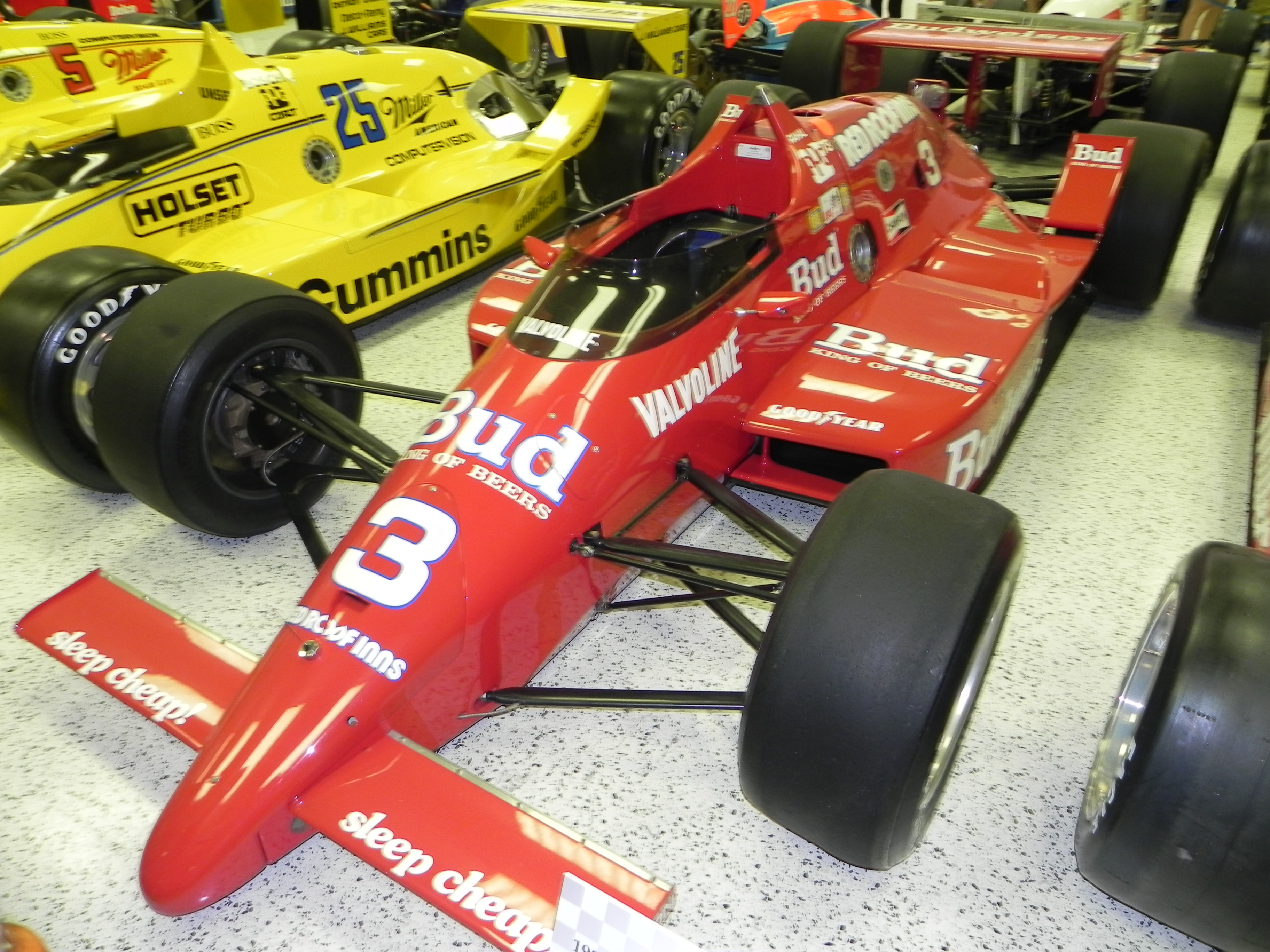
マーチ・86C（1986年のインディ500優勝車）

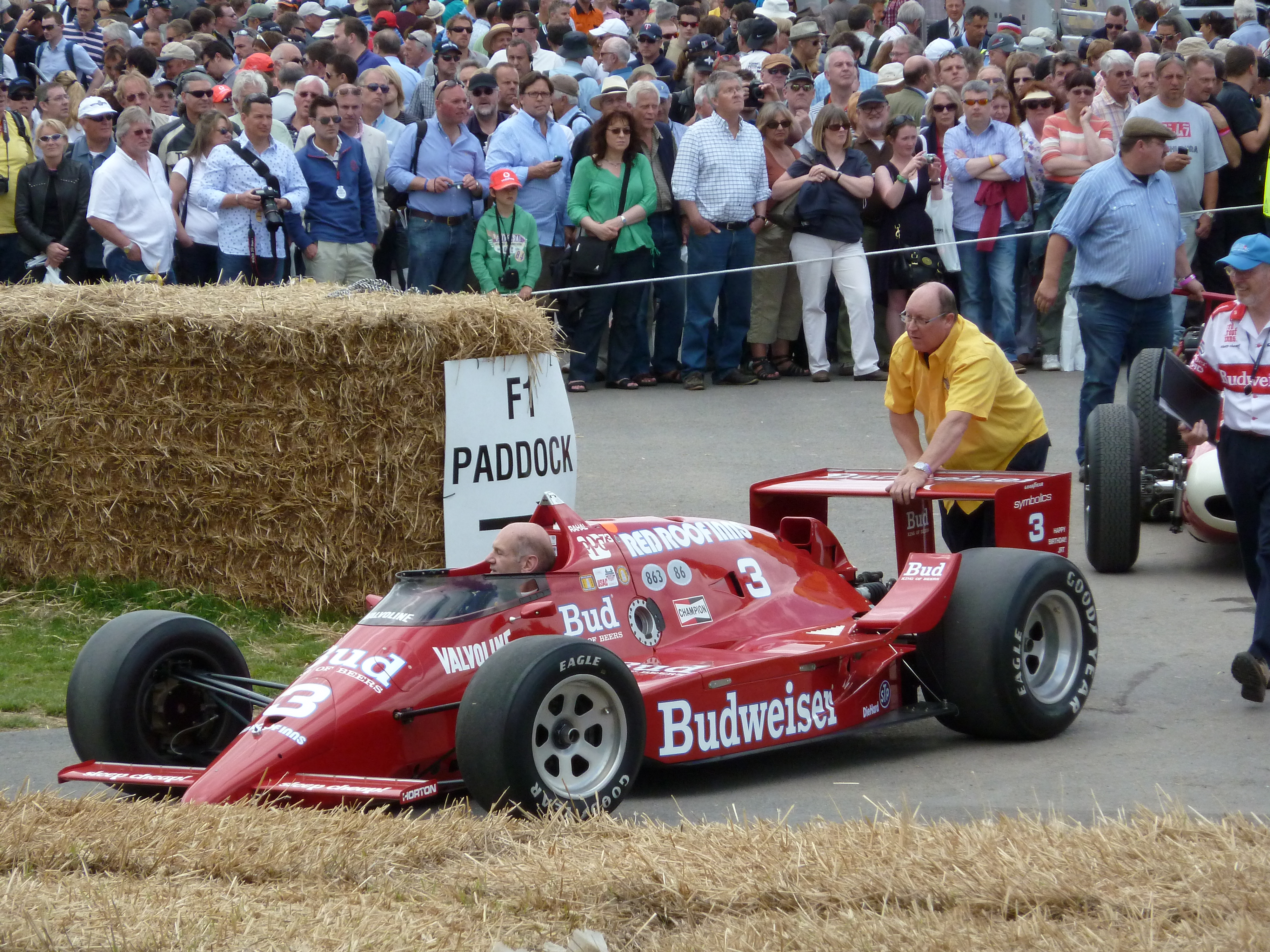
マーチ・86C（グッドウッド・フェスティバル・オブ・スピード2011にて）

1980年の大学卒業後、F1に参戦中の小規模チーム・フィッティパルディに加入。ここではマシン設計チーフのハーベイ・ポスルスウェイトが統括する新マシン「F8」開発中であり、ニューウェイは空力部門チーフとしてキャリアをスタートさせた。しかし、チームの財政問題が深刻で、間もなく運営が破綻しF1参戦が休止されたため、離職する。
1981年、名門コンストラクターのマーチ・エンジニアリングに移籍し、ヨーロッパF2選手権でジョニー・チェコットのレースエンジニアとして働きながら、スポーツカーのデザインを始めた。最初に設計したマーチ・83Gはアル・ホルバートのドライブで1983年のIMSA GTPクラスを制覇。翌年も84Gをドライブするランディ・ラニエがチャンピオンを獲得した。同時期、マーチ代表のロビン・ハードと共に横浜ゴム (ASPEC) のTVCMに出演している。
1984年にはマーチのインディカープロジェクトに異動し、デザインした84Cがリック・メアーズ（ペンスキー）のドライブにより伝統のインディ500を制覇。また、トゥルースポーツチームでボビー・レイホールのレースエンジニアを担当し、レイホールと信頼関係を築く。この当時はイギリスのデザインオフィスとアメリカのレース現場を掛け持ちするため、大西洋上を往復するハードスケジュールをこなしていた。
1985年、ニューウェイの85Cシャシーはダニー・サリバン（ペンスキー）のドライブでインディ500を制覇し、アル・アンサー（ペンスキー）の手によりインディカー年間タイトルを獲得した。
1986年は40万ドルという破格のオファーを受け、クラコチームへ異動し、マイケル・アンドレッティのレースエンジニアを担当。この年、ニューウェイが去ったトゥルースポーツのレイホールがインディ500制覇とインディカー年間タイトルを獲得した。シーズン途中、ニューウェイはテディ・メイヤーの勧誘を受けF1のチーム・ハースに加入し、パトリック・タンベイのレースエンジニアを担当（アンドレッティのレースエンジニアも続けていた）。しかし、翌年のマシンに取りかかる間もなく1986年シーズンを最後に解散してしまい、ニューウェイはまたマーチに復帰した。
1987年はインディカーのニューマン・ハースチームでマリオ・アンドレッティのレースエンジニアを担当しながら、レイトンハウスのスポンサードでF1に復帰したマーチの翌年用マシンの設計に取り組んだ。この年のインディ500はアル・アンサー（ペンスキー）が86Cで制覇。結果的にニューウェイが設計したインディカーはインディ500を4連覇し、2年連続シリーズチャンピオンを生んだが、ニューウェイ自身レースエンジニアとしてそれらに関わることはできなかった。

### マーチ（レイトンハウス）時代
1988年、ニューウェイのF1復帰作となる881は優れた空力デザインにより高いコーナリング性能を発揮。自然給気エンジン搭載車ながらターボエンジンに負けない速さをみせ、ポルトガルGPではイヴァン・カペリがアイルトン・セナを抜いて2位表彰台を獲得。日本GPではカペリがマクラーレンのアラン・プロストを抜き、一時トップを走った。ニューウェイはベネトンのロリー・バーンとともに「空力派のデザイナー」として注目の存在となる。

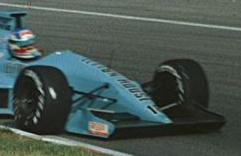
イヴァン・カペリがドライブするマーチ・881（1988年カナダGP）

1989年、マーチがレイトンハウスに改名すると、ニューウェイはテクニカルディレクターに昇進した。ジャパンマネーの資金をバックに完成した自社風洞でより先鋭的な空力デザインを研究したが、CG891は車体の姿勢変化によってダウンフォース量が急激に変化するという扱いにくいマシンになってしまった。
1990年はインディカー時代の知り合いであるイルモアにレイトンハウスが資金提供し、翌年に向けてF1用エンジンを開発するという話がまとまる。しかし、チームの成績は低迷し続け、成績不振の責任を取らされフランスGP直前にニューウェイは解雇された。皮肉にも、ニューウェイ離脱直後のフランスGPでカペリが殊勲の2位を獲得した。

### ウィリアムズ時代
前年の1989年からニューウェイの引き抜きを画策していたウィリアムズは、ニューウェイが解雇されたと聞くやすぐに契約を結びチーフデザイナーとして招聘。テクニカル・ディレクターのパトリック・ヘッドが駆動系やサスペンションを担当し、ニューウェイがシャシーや空力を担当するという共同開発体制がスタートした。ニューウェイはベテランデザイナーの元で多くを学び、両者の個性が上手く噛み合うことで、ウィリアムズのマシンは戦闘力を高めた。
1991年、FW14で新たに投入したセミオートマチックトランスミッションにトラブルが多発し、シーズン序盤はマクラーレンでMP4/6をドライブするアイルトン・セナに4連勝を許すなど劣勢であった。中盤から信頼性・戦闘力が共に向上したことによりナイジェル・マンセルが追い上げ、終盤までタイトル争いはもつれたが、序盤の出遅れが響く形になった。

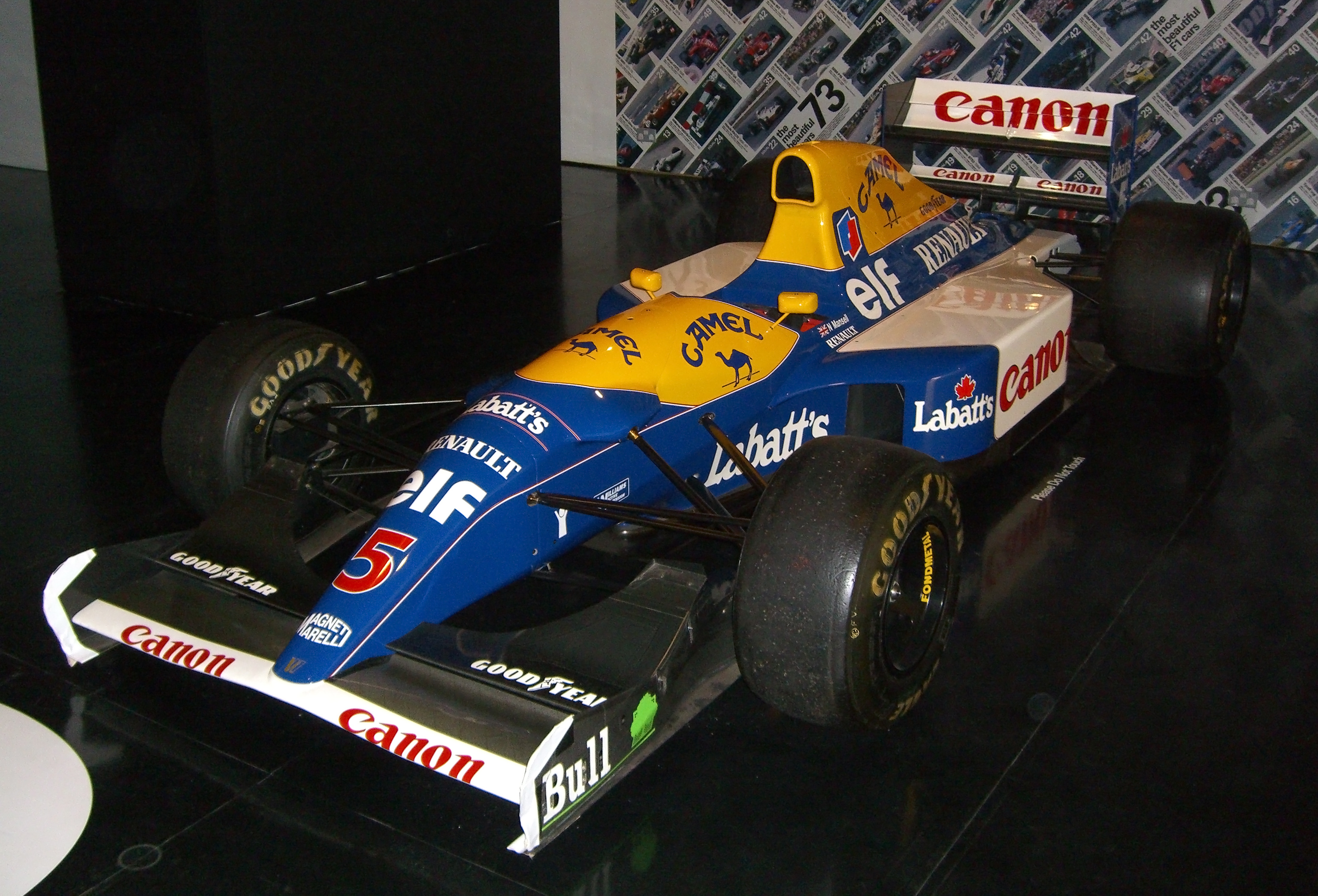
FW14B

1992年に投入したFW14Bは、FW14にアクティブサスペンション（商標登録上「リアクティブ･サスペンション」と呼ばれた）とトラクションコントロールシステムを搭載した、マイナーチェンジのマシンであったが、車高を任意の状態で維持することが可能となった。全16戦中10勝、ポールポジションを15回獲得し、マンセルは初のワールドチャンピオンを獲得し、ウィリアムズは1987年以来のコンストラクターズタイトルを手にした。ニューウェイが手掛けたマシンがタイトルを獲得したのもこの年が初である。1993年にはFW15Cを駆るアラン・プロストとデイモン・ヒルによって2度目の両タイトルを得た。
1994年、FW16は前年まで最大の武器であったアクティブサスなどハイテク装備がレギュレーションで禁止された上に、リアサスペンションの設計が裏目に出て、再び空力的な不安定さを抱えるようになった。新加入したセナは第3戦サンマリノGPで事故死し、事故を知ったニューウェイはピットで号泣した。イタリア検察当局はセナ車のステアリングコラムの改造が事故原因として、ヘッドとニューウェイを過失致死罪の疑いで追訴し、ニューウェイは2005年に無罪が確定するまで長く裁判を続けることになった（アイルトン・セナの死を参照）。
ウィリアムズは3年連続のコンストラクターズタイトルを獲得したが、1994年のドライバーズタイトルはベネトンのミハエル・シューマッハにさらわれた。1995年のFW17では、これまで真似してこなかったベネトン風のハイノーズを初めて採用したが、レース中のピット戦略の拙さもあり、ベネトンにダブルタイトルを奪われた。
1996年はヒルのレースエンジニアも担当し、ヒルのチャンピオン獲得をサポートした。しかし、来期のFW19の設計を終えたあと、シーズン終了後の11月8日、ニューウェイは「ウィリアムズは契約不履行している」と主張し、出社を止めた（実質的なガーデニング休暇）。これに対して、ウィリアムズは高等法院に申し立て、裁判闘争になる。この頃、すでにマクラーレンと契約を結んだという話もあるが、ともあれニューウェイがいつからマクラーレンで働くことが出来るか、この時点では不明だった。ヘッドは「裁判へと向かっているものの、その前に我々とマクラーレンとの間で、何らかの話し合いが行なわれる可能性がある」と語っている。
離脱の理由については、「年俸$2,000,000の提示とテクニカル・ディレクターとして仕事ができること」という報道もあったが、後年のインタビューでは、チーム首脳のフランク・ウィリアムズとパトリック・ヘッドがドライバー人事に関する約束を守らなかったことを挙げている。1992年にチャンピオンを獲得したマンセルがチームを去り、プロストが加入した件で彼らと口論し、以降はドライバーの選択に関して自分の意見を取り入れることを条件に契約を延長していた。しかし、1996年のドライバー選択でも、テスト走行の結果で見切るはずだったジャック・ヴィルヌーヴを起用し、さらに、個人的に親しかったヒルを放出して1997年はハインツ＝ハラルド・フレンツェンを獲得すると事後報告されたため、フランクとヘッドの個人商店的なチームにはもう留まらないことを選択した。そんな時期にメルセデスエンジンの開発を担当するイルモアの代表者マリオ・イリエン（マーチ時代の友人）から、メルセデスエンジンを搭載するマクラーレンへの加入を誘われた、と語っている。ウィリアムズ、マクラーレンの他、フェラーリからもテクニカルディレクターとしてのオファーがあった。
後年、フランク・ウィリアムズは離脱の原因として、ニューウェイがチームの株式保有を望んだことについて意見の不一致があったと語り、結果的には自分のミスだったと認めている。ヘッドはニューウェイがロン・デニスと交渉していることを示唆する書類を偶然目にし、その交渉内容はチームが応じられない内容であることが判明。それで半ば諦めたと語っている。
ウイリアムズ時代にニューウェイが手掛けたマシンは通算51勝を挙げた。

### マクラーレン時代

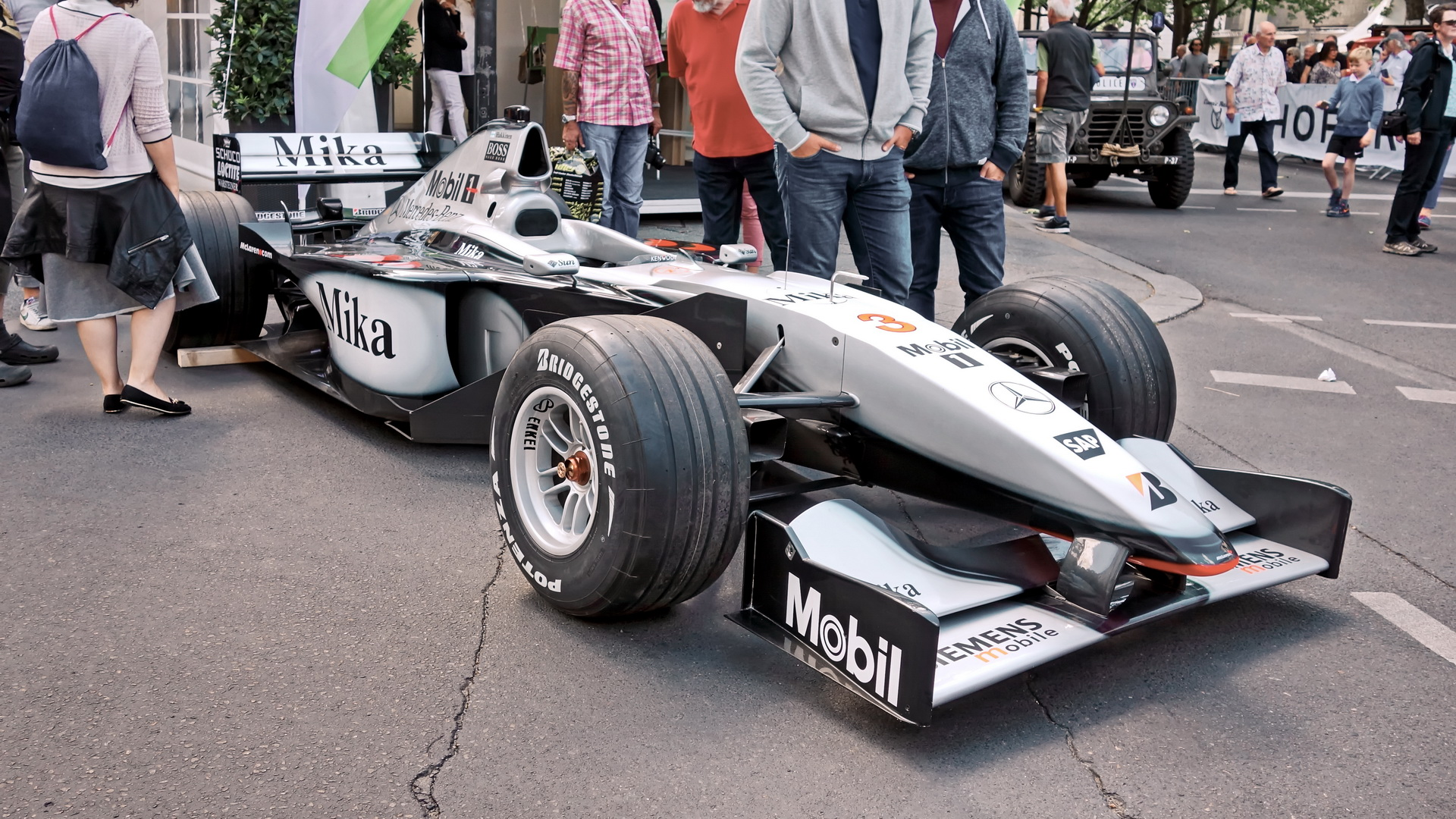
MP4-14

1997年に入り、ニューウェイは実質的に休暇の身であった。やがてウィリアムズとマクラーレンとで示談が成立し、ニューウェイは8月からマクラーレンの現場で働き始めた。合流後はニール・オートレイによってデザインされたMP4-12の改良を行いながら、1998年に投入するMP4-13の開発にも関わった。もっともニューウェイ曰く「MP4-13の設計は進んでいたため、細かい箇所に自分のアイデアを入れた。自分で一から設計したのはMP4-14以降のマシンである」と語っている。
その後、ミカ・ハッキネンが1998年と1999年に2年連続のワールドチャンピオンとなり、マクラーレンも1998年のコンストラクターズタイトルを獲得した。2000年はハッキネンがミハエル・シューマッハとドライバーズタイトルを争い、惜しくも3年連続タイトルは逃した。コンストラクターズタイトルも信頼性の低さに泣かされ1999年、2000年と2年連続でフェラーリから奪還できなかった。
2001年、MP4-16は開幕当初からメカニカルトラブルが頻発。その改善に集中しなくてはいけない時期の5月に、ニューウェイがジャガーへ移籍するという話がでてきた。ジャガーのマネージャーであるボビー・レイホールに対し、ニューウェイは一旦契約にサインしたものの、ロン・デニス代表の説得で移籍を止めた。この問題が解決するまでシーズン中のマシン開発が止まることとなり、結果的にフェラーリへ両タイトルを取られてしまい、4勝に留まった。
デニスがどのようにニューウェイを説得したのかという詳細はその後も明らかにはされなかったが、ニューウェイにヨットをデザインすることを認めるという取引をしたのではないかという報道があった。かねてより「F1からリタイアしたらアメリカスカップ用のヨットをデザインしたい」と希望しているという話が知られていたが、その後（マクラーレン在籍中に）ニューウェイがヨットをデザインしたという記録は残っていない。ニューウェイの心変わりは、ジャガーのオーナーであったフォードに対するレイホールの面目を事実上潰してしまい、数ヵ月後にレイホールはジャガーから解雇された。

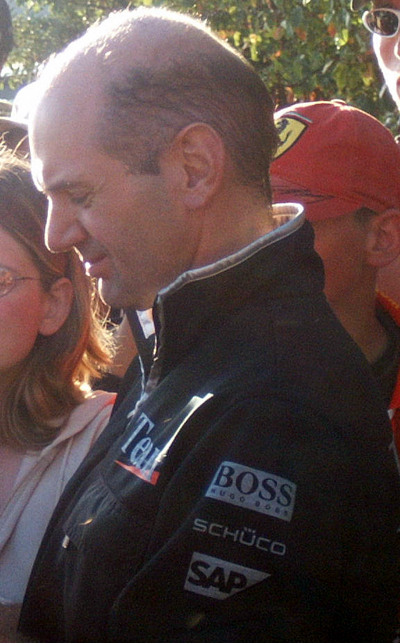
マクラーレン時代（2004年）

2003年は、MP4-18がテスト時に周回を重ねられず、クラッシュテストにも合格できなかったので、投入を断念した。結局、前シーズンのMP4-17を改良したMP4-17Dを使い続けた。同マシンの信頼性は高かった為、キミ・ライコネンがタイトルを争いに加わったが、最終戦で惜しくもフェラーリに両タイトルを奪われた。
ニューウェイは残留しているものの、マクラーレンから離れたがっているという噂は依然として残り、2004年終盤には彼がウィリアムズに戻る、あるいは完全にF1の仕事から手を引くのではないかという噂が流れていた。デニスが繰り返し否定したものの、2004 - 2005年のオフシーズンにはニューウェイが近々離脱するという話が広まることとなった。
2005年、それまでフェラーリ一辺倒であったシーズンの流れを、マクラーレンはルノーとともに主導権を奪い返すことに成功し、終盤戦までタイトル争いを繰広げた。こうした中、2005年4月には彼の契約が6ヶ月延長されて2005年12月31日までとなったことが発表された。
後年、ニューウェイはマクラーレンについて「チーム内の政治的な動きがどんどん厄介になっていった」として「マクラーレンからもう少し早く離れるべきだったのかもしれない」「マクラーレン時代の後半は、私がこの世界で過ごした中で最も困難な日々だった」と語っており、2000年以降モチベーションが大きく低下していたとしている。また、当時チームマネージャーだったマーティン・ウィットマーシュは、マクラーレンのマネジメント体制にも一因があるとして「マクラーレンでは（突然のアクシデント等に備えて）人事にマトリックスシステムを導入していたが、その結果ニコラス・トンバジスやニール・オートレイらとニューウェイが対立することになった」「私はニールを擁護する立場に立ったが、（ニューウェイは）私がスパイを送り込み彼が何をしようとしているかを告げ口させていると思っていた」などと、当時のチーム内の対立を後に明らかにしている。
マクラーレン時代にニューウェイが手掛けたマシンは通算43勝を挙げた。

### レッドブル時代
マクラーレンから離れたニューウェイは、長期休暇をとるか、または完全にF1のデザイン業務から引退すると予想されていた。2005年11月9日、それまでの大方の予想を覆し、レッドブルチームのスポーティングディレクターのクリスチャン・ホーナーから、ニューウェイがマクラーレンとの契約終了後の2006年2月に同チームに移籍するということが発表された。ポジションは最高技術責任者（CTO）で、マシン開発を行う「レッドブル・レーシング・ホールディングス社」からレッドブル・レーシングへ派遣される形となる。この会社は同年末に「レッドブル・テクノロジー」に改称され、2009年までは、姉妹チームのトロ・ロッソにもレッドブル・テクノロジーからマシンが供給された。
レッドブルではすぐには結果が出なかったが、デザインに関する裁量権を与えられ、自身を中心とするエンジニアリングチームの構築を行った。2008年イタリアGPで、レッドブルよりも先にセバスチャン・ベッテルがSTR3によってトロ・ロッソに初勝利をもたらした（ベッテル自身もF1初優勝だった）。
2009年、空力規定の大幅な改訂にあわせてRB5を開発。レッドブルは中国GPで初優勝し（ドライバーはベッテル）、優勝を争うトップチームのひとつに躍進した。同年のブラジルGPでマーク・ウェバーが優勝し、自身の手掛けたマシンが通算100勝目を達成した。
2010年以降はRB5をベースに進化型のマシンを投入。プルロッドの採用やブロウンディフューザーの開発など、車体のリアエンドの空力設計において独創性を発揮した。同年にはRB6を擁してレッドブルがダブルタイトルを制覇し、ニューウェイがデザインしたマシンでのコンストラクターズチャンピオン獲得は1998年のマクラーレン時代以来となった。2011年もRB7が年間19戦中18ポールポジションを獲得し、ダブルタイトルを連覇した。

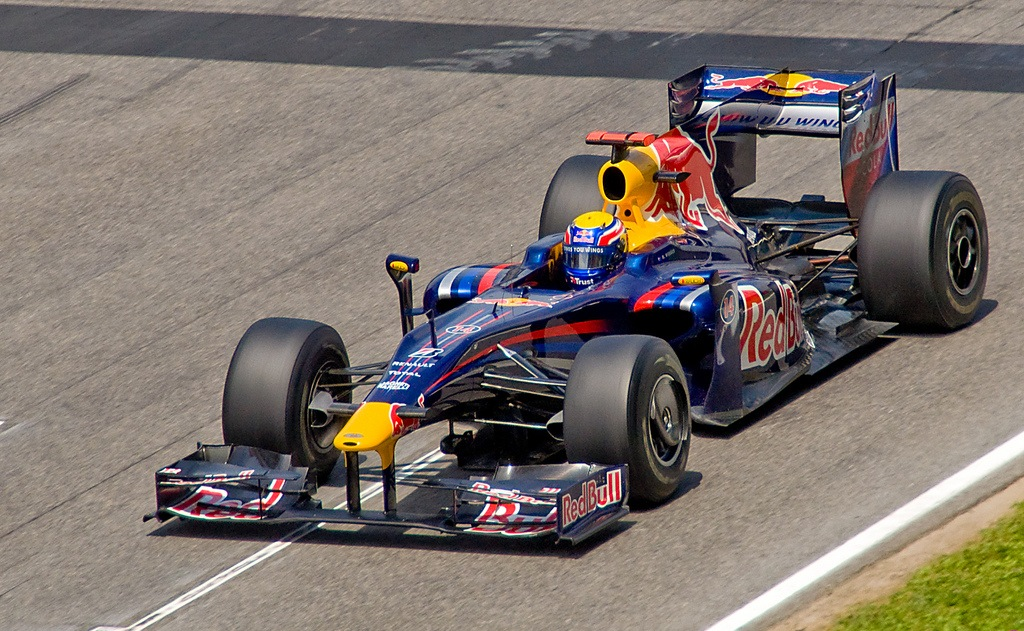
RB5

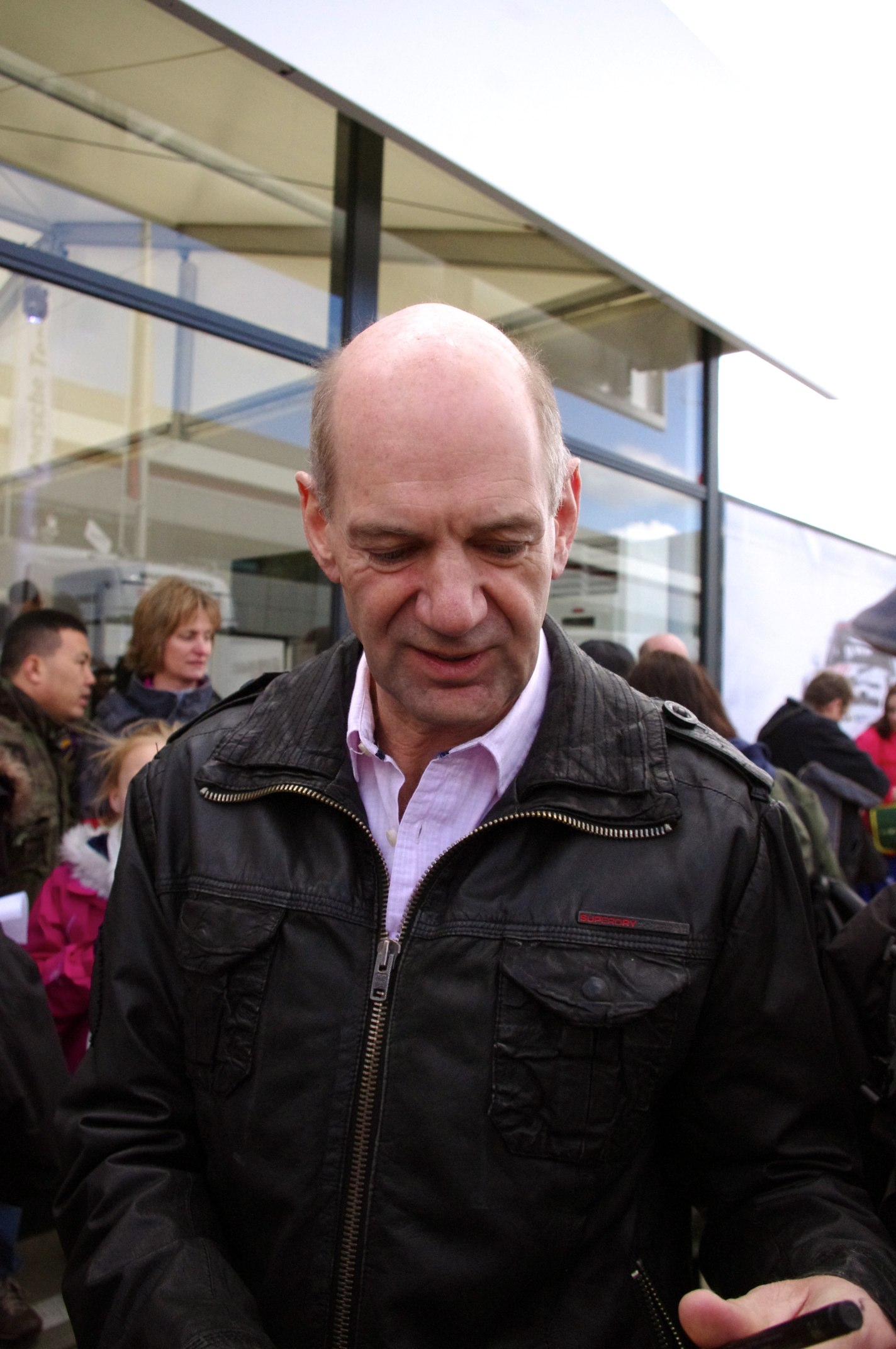
F1現場を一時離脱（2014年）

2014年6月、翌2015年用のマシンであるRB11を最後にF1の現場を離れ、チームのアドバイザーとして関与は続けるものの一線を退く方針を明らかにした。後に語ったところでは、当時レッドブルが使用していたルノー製パワーユニット（PU）の競争力が乏しく、それによってモチベーションが大きく低下していたという。
同年にレッドブルが新たに設立した「レッドブル・アドバンスド・テクノロジー（RBAT）」の責任者に就任。RBATでは最初のプロジェクトとして、第35回アメリカスカップ（2017年）に参加するベン・エインズリー・レーシング（ランドローバーとパートナーシップを結び、ランドローバーBARとして参加）と共同で、同レース用のヨットを開発することを明らかにした。2016年、レッドブルとアストンマーティンで共同開発したハイパーカー「アストンマーティン・ヴァルキリー」（コードネーム「AM-RB001」）をデザインした。
ただ一方で、レッドブル・レーシング代表のクリスチャン・ホーナーが2017年を目処にニューウェイのF1復帰を画策していることを明らかにした。実際に2016年のRB12には20%しか関与していないが、2017年のRB13はニューウェイが50%関与することになるとホーナーが述べている。
ホンダとのパートナーシップを開始する2019年からF1の業務に本格復帰することになった。ニューウェイは、ホンダからのPU供給が決まった当時を振り返って「やっと（ライバルと同等の）戦えるエンジンが手に入った」「これで我々が戦闘力のあるシャシーを作れればタイトルも狙える」としてモチベーションが復活したと後に語っている。
一方で、同年から開始する女性限定のフォーミュラカーレース「Wシリーズ」を、デビッド・クルサードらと共同で立ち上げ。同秋には、2021年開催予定の電動SUVによる新シリーズ「エクストリームE」(Extreme E）参戦に向けて、新チーム「ヴェロース・レーシング」をジャン＝エリック・ベルニュらと共同で設立した。
2024年5月1日、F1のデザイン業務から離脱し、ハイパーカーの「RB17」の開発に集中する。2025年の第1四半期をもってレッドブル・テクノロジー・グループを離脱する。2024年9月時点で既にガーデニング休暇に入っている。
レッドブル時代にニューウェイが手掛けたマシン（2007年のRB3 - 2015年のRB11及び2019年のRB15 - 2024年のRB20）は通算113勝を挙げた。

### アストンマーティン時代
2025年3月1日、アストンマーティンF1マネージングテクニカルパートナーに就任し、同月3日から同チームでの活動を開始した。レギュレーションが大幅に変更される2026年のマシン開発を行いつつ、5月のモナコGPからはチームとの同行を開始した。また、同チームは2026年からホンダ製PUの供給を受けることが決まっており、ホンダに対して「大きな信頼と敬意を抱いている」と語っている。
なお、アストンマーティンへの移籍後も、RB17に関しては例外として引き続き開発に関与する方針で、2025年夏以降に計画されているRB17のトラックテストにも参加する予定。

## 作風
- コンピュータ上での設計 (CAD) が常識となってからも、製図板を使い、鉛筆と定規で図面を描く方法を貫いている[36]。製図板を使い続ける理由は継続性の維持（CADを基礎から学ぶためには時間が掛かる）であり、メリットとして、モニターの画面サイズに制限されず、あらゆる物を同じスケールで目の前に並べてみることができることと、フリーハンドですぐ線を引いたり書き直したりできることを挙げている[37]。
- 空力的な追求において妥協を好まず、マーチ時代にはリアウィングの裏面にスポンサーのステッカーを貼ることを嫌った[38][39]。また、レーシングスーツの肩に付いている緊急救助用のストラップも気になるほどだった。イヴァン・カペリが「コクピットが狭すぎてシフト操作ができない」と不平を漏らすと、シフトレバーを曲げて対処した。コクピットの狭さについて、カペリは「レースが終わると青あざだらけだった」「自分より大柄なマウリシオ・グージェルミンは気の毒だった」と語っている[40]。また、レイトンハウス時代にはエンジンカウルをタイトにデザインするためジャッドにオーダーを出し、バンク角を75度に狭めたEVエンジンを開発してもらった[41]。
- 1998年にマクラーレンがブリヂストンタイヤにスイッチした際、新開発のワイドフロントタイヤが空力の障害になると断固反対。ブリヂストンの浜島裕英と議論を戦わせ、テストの結果ニューウェイが折れた[42]。マクラーレン+ブリヂストン陣営は開幕から速さを発揮し、グッドイヤーも急遽ワイドフロントタイヤを投入した。
- レース開始前にはダミーグリッド上を歩き回り、他チームのマシンをつぶさに観察する。これを嫌って、視界を遮ろうとするチームもある[43]。

### 特徴的なデザイン

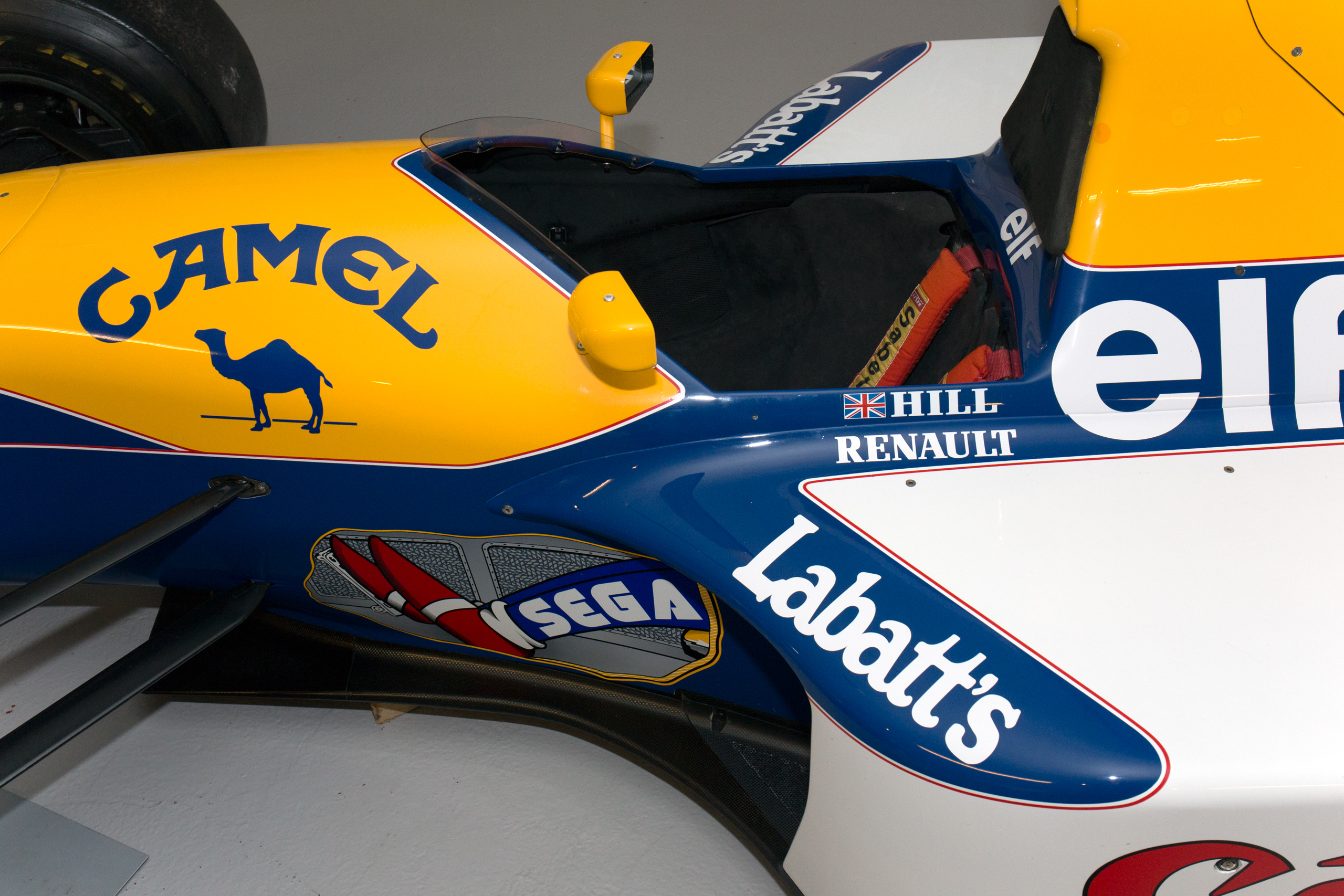
ウィリアムズ・FW15Cのコクピット

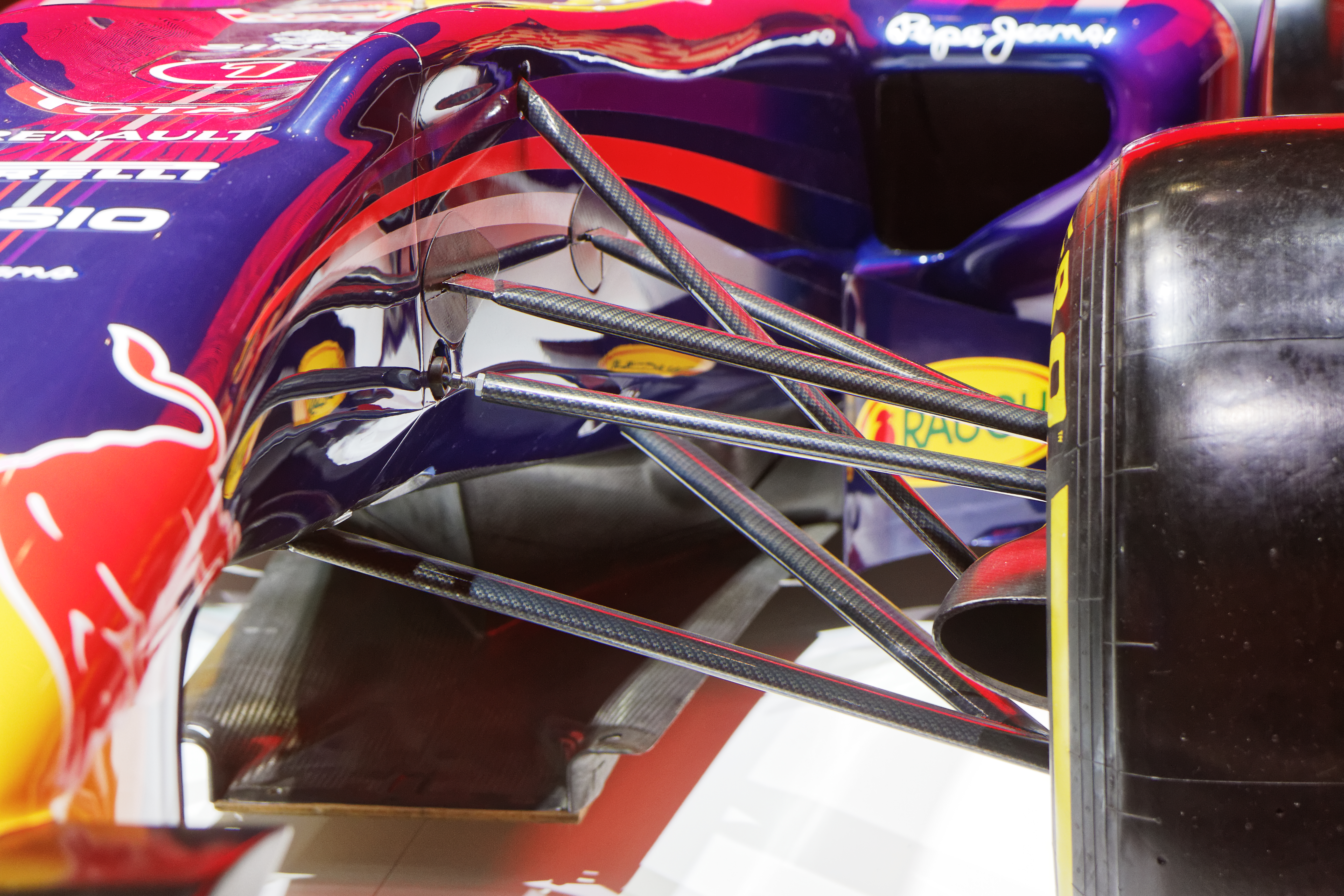
ゼロキールとVノーズ

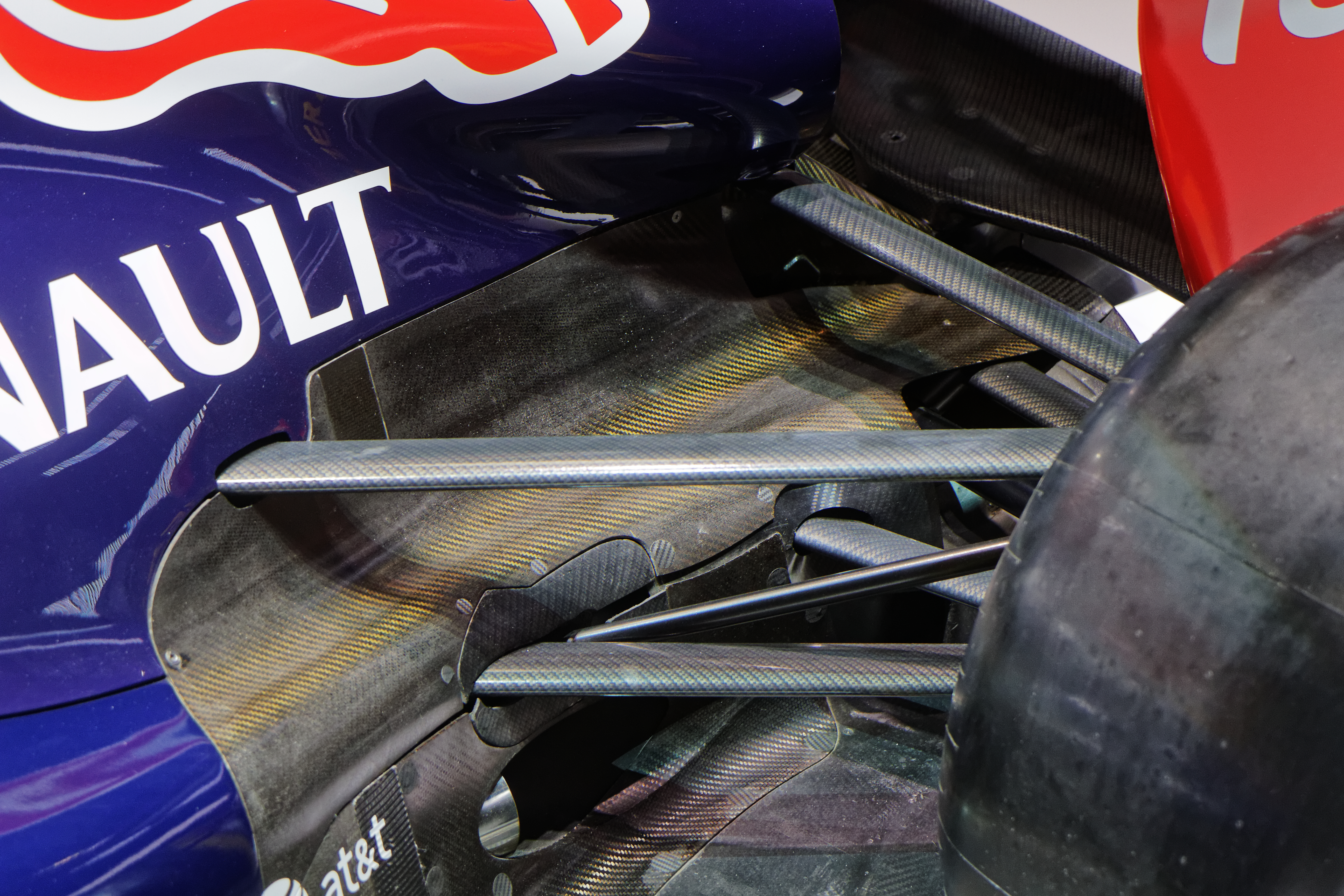
リアプルロッドとブロウン・ディフューザー

フロントウィングの3D翼端板
フロントウィングの翼端板をフロントタイヤの内側まで延長し、タイヤ周辺の乱れた気流を制御する。1988年のマーチ・881に始まり、その後ボーテックス・ジェネレーターを追加するなど開発競争が過熱した。
五角形のコクピット開口部
モノコック開口部を斜めに切り下げ、ドライバーの両肩が露出するデザイン。上方から見ると野球のホームベース状の五角形に見える。マーチ・881からウィリアムズ・FW16（1994年）までの個性だったが、1995年のコクピットサイドプロテクター装着義務化により見られなくなった。
トンネル型ディフューザー
リアエンドの開放部が半円形に湾曲した大型ディフューザー。マーチ（レイトンハウス）時代のマシンの特徴で、1990年のマクラーレン・MP4/5B（通称「バットマン・ディフューザー」）や1991年のジョーダン・191にも同様のデザインが見られた。
チムニーダクト
サイドポンツーン上部に煙突（チムニー）のようなダクトを設け、カウル内部からの排熱を促す。2000年のマクラーレン・MP4-15に始まり、2009年の空力レギュレーション改訂まで定番の空力アイテムとなった。
ゼロキール
フロントのロワウィッシュボーンのモノコック側の接合部に突起（キール）を設けず、モノコック下部に直付けするデザイン。2005年のマクラーレン・MP4-20より採用し、現在のF1マシンでは一般化している。
Vノーズ
モノコック上面の両肩部分が盛り上がり、下側に向けて細く絞り込まれていき、モノコック断面が"V"にみえるデザイン。2009年のレッドブル・RB5の特徴のひとつ。フロントノーズ下面を湾曲させるためのデザインで、両肩部分に「こぶ」があるのは最少断面積規定をクリアするため。マクラーレン時代も両肩部分にレギュレーションフィンを立てるデザインを用いている。
リアのプルロッドサスペンション
リアサスペンションを定番のプッシュロッド式からプルロッド式に変更し、ダンパーユニットを下側へ移すことでリアエンドの高さを抑え、エアロ効率を高める。RB5以降、F1マシンの定番デザインとなっている。
ブロウン・ディフューザー
2010年のレッドブル・RB6より導入。高速のエンジン排気をリアタイヤ付近へ排出し、ディフューザーの効率を高める。2011年のRB7ではルノーと協力しエンジンの「オフスロットル・ブローイング」も開発し、使用禁止を巡り論争となった。
ハイレーキ・コンセプト
1996年のウィリアムズ・FW18以降、マシンのフロントの車高を低く、リアの車高を比較的高く取り、マシン全体が前傾姿勢になる「高レーキ角（ハイレーキ）」をコンセプトとして取り入れている。ニューウェイは、高レーキ角を採用することでマシンのダウンフォースが増大することをメリットとしているが、一方で2020年現在のレギュレーションではマシンバランスを取るのが難しいことも指摘されている。

## 人物・エピソード

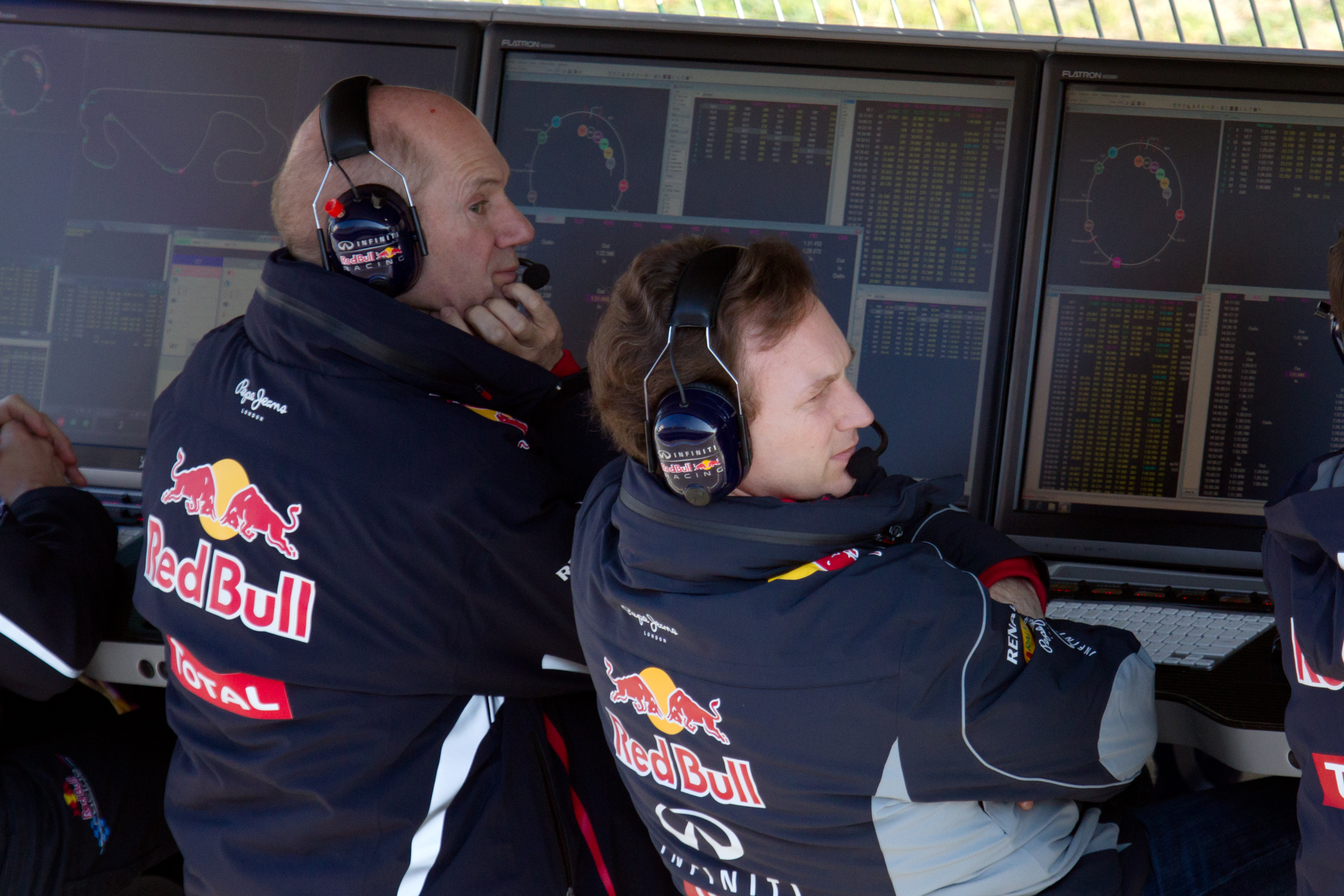
カタロニア・サーキットでのプレシーズンテストにおいて。隣はクリスチャン・ホーナー（2013年2月）

- マシンデザインだけでなく、自らドライバーとして本格的なレースにも出場する。2007年にはル・マン24時間レースでフェラーリ・F430 GT2をドライブし、総合22位（クラス4位）の成績を収めた。2010年にはジネッタ・G50カップでクラッシュし、ケガはなかったものの病院に搬送された[47]。レッドブル代表のホーナーは「エイドリアンは独特な男だし、自由を必要としている。マクラーレンではそれはなかった」と述べ、ニューウェイのレース活動を禁止しないと語った[48]。2019年には日本のスーパー耐久へのスポット参戦が発表されたこともあるが[49]、スケジュールの都合で参戦が延期となった上[50]、参戦母体となる予定だった「TAIROKU Racing」がシーズン途中で活動休止を発表したため[51]、参戦は中止となった。
  - ヒストリックカーも何台か所有しており、そのうちの1台にロータス・49Bがある[52]。2024年5月にはその49Bでモナコ・ヒストリック・グランプリ（英語版）に参戦し、セリエDクラス4位となった[53]。
- F1ドライバーの中では、デビッド・クルサードと一緒にF1マシンをドライブすることもあるなど、関係が深い[54]。クルサードは1994年にウィリアムズに加入し、1996年からマクラーレンへと移籍したが、翌1997年にニューウェイもウィリアムズからマクラーレンへ移籍することになった。また、8年が経った2005年にクルサードがレッドブルへと移籍したが、翌2006年にニューウェイもレッドブルへ移籍と、クルサードの移籍した翌年にニューウェイが同チームに加入するケースが続いた。クルサードが2010年にレッドブルのリザーブドライバーを務め終えるまで、ニューウェイとクルサードのF1での同一チーム在籍は、ウィリアムズで約2年、マクラーレンで約8年、レッドブルで約5年の延べ15年にも及ぶ。2018年にはニューウェイとクルサードは新たに女性限定のフォーミュラカーレース「Wシリーズ」を立ち上げて共に運営責任者に就任するなど、仕事面での関係の深い2人として認識されている。
- プライベートでは3度結婚し、4人の子供がいる。
  - 2022年現在の妻であるアマンダ（Amanda Smerczak、俳優ロン・スメルチャクの娘）は、イングランドで水泳関連の競技を統括する『Swim England』の「Insights Officer」を務める[1]。
  - 息子のハリソン・ニューウェイはレーシングドライバーの道に進んでおり、2015年にはBRDC F4でシリーズランキング2位に入り[55]、2019年からはスーパーフォーミュラに参戦した。2018年12月にはハリソンのスーパーフォーミュラのルーキーテスト参加に合わせて来日し、息子の乗ったB-MAXのSFマシンのスケッチに励み、息子がホテルに先に帰った後にもB-MAXのチームスタッフとミーティングを重ねるといった行動を取り話題となった[56]。その後ハリソンが同チームからのSF参戦が正式に決まり[57]、開幕戦の鈴鹿[58]、F1ロシアGPと日程が重なっている中、第6戦岡山にも姿を見せた。岡山ではハリソンの3位表彰台獲得を見届け、親子そろってのツーショット画像も公開された[59]。シーズン終盤のB-MAXチームのアップグレードパーツはニューウェイの助言によるものとされ、同年にはハリソンとルーカス・アウアーが表彰台をそれぞれ1回ずつ獲得する活躍を見せた。
- フェラーリからは3度オファーを受けた事がある。最初はマーチ時代のインディカープロジェクトに関与していた頃で、2度目は子供がまだ小さかったためイギリスに残りたい意向が強かったため断った。3度目は2014年にレッドブルチームが不振の時期に、当時フェラーリ会長だったルカ・ディ・モンテゼーモロ直々に"ありえないほど巨額"でのオファーを受けたが、ホーナーとの二人三脚で築き上げたチームを「不振だからと言って去りたくはない、だが同じくらい、エンジン部門に片手を縛られているような状況にもいたくなかった」と悩んだ末[60]、辞退した[61]。
- メルセデス非常勤会長のニキ・ラウダからも、ロス・ブラウンの後任としてオファーを受けた。しかしこのオファーを受けてしまうとブラウンの手柄を横取りする「トロフィーハンター」になってしまうと感じたことで辞退した[61]。
- 執筆活動には積極的ではなかったが、2017年に初めての著書（後述）を出版した。本人曰く「出版社から"特に誇りに思う10台をチョイスして、その設計思想や発想を語る"という企画が持ち込まれて興味を持った」ことがきっかけで、同時に「自叙伝的な内容も盛り込みたかった」として執筆に踏み切ったという。実際には「専門家でなくても理解できる内容にしたい」との理由から、あえて自動車業界の経験がないライターを起用して共同で執筆を行ったが、共著の結果として「いくつかの領域で不正確な理解に陥った」ため「全体の1/3ほどを自分でリライトした」という[14]。
- これまで数多くのドライバーと共に仕事をしているが、一番の友人はボビー・レイホールだと述べたことがある[14]。

## レース戦績

### フォーミュラ1での成績
ニューウェイが設計した車両は、コンストラクターズ・ワールド・チャンピオンを12回、ドライバーズ・ワールド・チャンピオンを14回獲得している。
| No. | シーズン | コンストラクターズチャンピオン | ドライバーズチャンピオン   | 車体型番 | エンジン   |
| --- | -------- | ------------------------------ | -------------------------- | -------- | ---------- |
| 1   | 1992     | ウィリアムズ                   | ナイジェル・マンセル       | FW14B    | ルノー     |
| 2   | 1993     | ウィリアムズ                   | アラン・プロスト           | FW15C    | ルノー     |
| 3   | 1994     | ウィリアムズ                   | N/A                        | FW16     | ルノー     |
| 4   | 1996     | ウィリアムズ                   | デイモン・ヒル             | FW18     | ルノー     |
| 5   | 1997     | ウィリアムズ                   | ジャック・ヴィルヌーヴ     | FW19     | ルノー     |
| 6   | 1998     | マクラーレン                   | ミカ・ハッキネン           | MP4/13   | メルセデス |
| 7   | 1999     | N/A                            | ミカ・ハッキネン           | MP4/14   | メルセデス |
| 8   | 2010     | レッドブル                     | セバスチャン・ベッテル     | RB6      | ルノー     |
| 9   | 2011     | レッドブル                     | セバスチャン・ベッテル     | RB7      | ルノー     |
| 10  | 2012     | レッドブル                     | セバスチャン・ベッテル     | RB8      | ルノー     |
| 11  | 2013     | レッドブル                     | セバスチャン・ベッテル     | RB9      | ルノー     |
| 12  | 2021     | N/A                            | マックス・フェルスタッペン | RB16B    | ホンダ     |
| 13  | 2022     | レッドブル                     | マックス・フェルスタッペン | RB18     | RBPT       |
| 14  | 2023     | レッドブル                     | マックス・フェルスタッペン | RB19     | RBPT       |
| 15  | 2024     | N/A                            | マックス・フェルスタッペン | RB20     | RBPT       |

### ル・マン24時間レース
| 年     | チーム                         | コ・ドライバー                  | 使用車両             | クラス | 周回 | 総合順位 | クラス順位 |
| ------ | ------------------------------ | ------------------------------- | -------------------- | ------ | ---- | -------- | ---------- |
| 2007年 | AFコルセ アウコット レーシング | ジョー・マカリ ベン・アウコット | フェラーリ・F430 GT2 | GT2    | 308  | 22位     | 4位        |

## 著書
- How to Build a Car: The Autobiography of the World's Greatest Formula 1 Designer（ハーパーコリンズ、2017年） ISBN 978-0008196806
  - エイドリアン・ニューウェイ HOW TO BUILD A CAR（三栄、2020年） ISBN 978-4779641602 ※上記書籍の日本語訳